# Portillo de Toledo
Portillo de Toledo è un comune spagnolo di 2 055 abitanti situato nella comunità autonoma di Castiglia-La Mancia.